# 1552

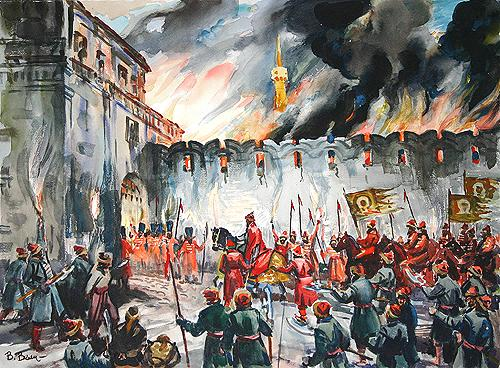
De Moscoviërs nemen Kazan in.

Het jaar 1552 is het 52e jaar in de 16e eeuw volgens de christelijke jaartelling.

## Gebeurtenissen
januari
- 11 - Huwelijk van Johan Manuel van Portugal en Johanna van Habsburg
- 13 - Sint-Pontiaansvloed: Overstromingen in Holland, Zeeland en Brabant.
- 15 - Verdrag van Chambord: De Lutherse vorsten beloven Hendrik II van Frankrijk een aantal bisdommen (Trois-Évêchés) in ruil van steun.

februari
- 9 - Stichting van Valdivia.

maart
- 15 - Stichting van Teziutlán.
- maart - Vorstenopstand: Een aantal Lutherse vorsten komen met Franse steun in opstand tegen keizer Karel V.

april
- 16 - Stichting van Carahue

mei
- 14 - Begin van de inpoldering van het Zijpe.

juni
- 16 - Tsaar Ivan IV de Verschrikkelijke leidt een leger van 150.000 man vanuit Moskou naar Kolomna waar ze een Tataars leger onder leiding van Devlet Giray, de kan van het Krim-kanaat, verslaan in de buurt van Toela.

augustus
- 2 - Verdrag van Passau: De Lutherse vorsten in het Heilige Roomse Rijk krijgen godsdienstvrijheid.
- 22 - Gustaaf I van Zweden trouwt met Katarina Stenbock.
- 30 - Moscovische troepen staan voor de poorten van Kazan.
- 31 - Oprichting van het Collegium Germanicum, een priesterseminarium in Rome.

oktober
- 12 - Verovering van Kazan: De stad Kazan en het omliggende gebied vallen in Moscovische handen. De soldaten van Ivan IV plunderen de stad.
  - Begin van de Kazanoorlog: Na de Moscovische verovering van Kazan (stad) tracht een opstand het kanaat van Kazan te herstellen.
- 19 - Begin van het Beleg van Metz: Keizer Karel V tracht Metz te heroveren op Frankrijk.

zonder datum
- De Chaldeeuws-Katholieke Kerk, onder patriarch Johannes Sullaqa, splitst zich af van de Kerk van het Oosten.
- Slavenopstand onder Bayano in Darién.
- Beleg van Eger: De Ottomanen belegeren Eger.
- Eindhoven wordt door brand verwoest.

## Beeldende kunst

Lambert Sustris: Mars, Venus en Cupido
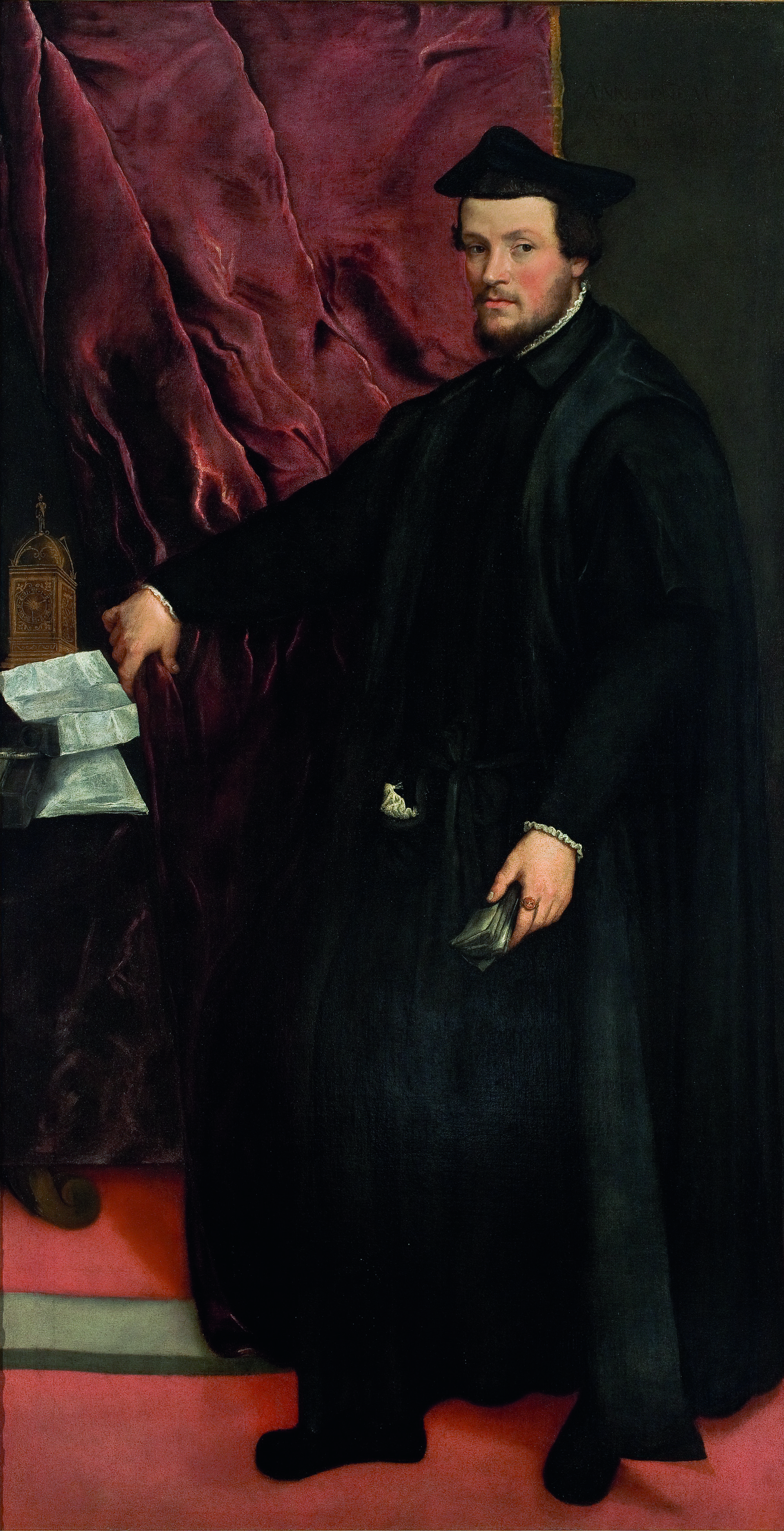
Titiaan: Portret van Cristoforo Madruzzo
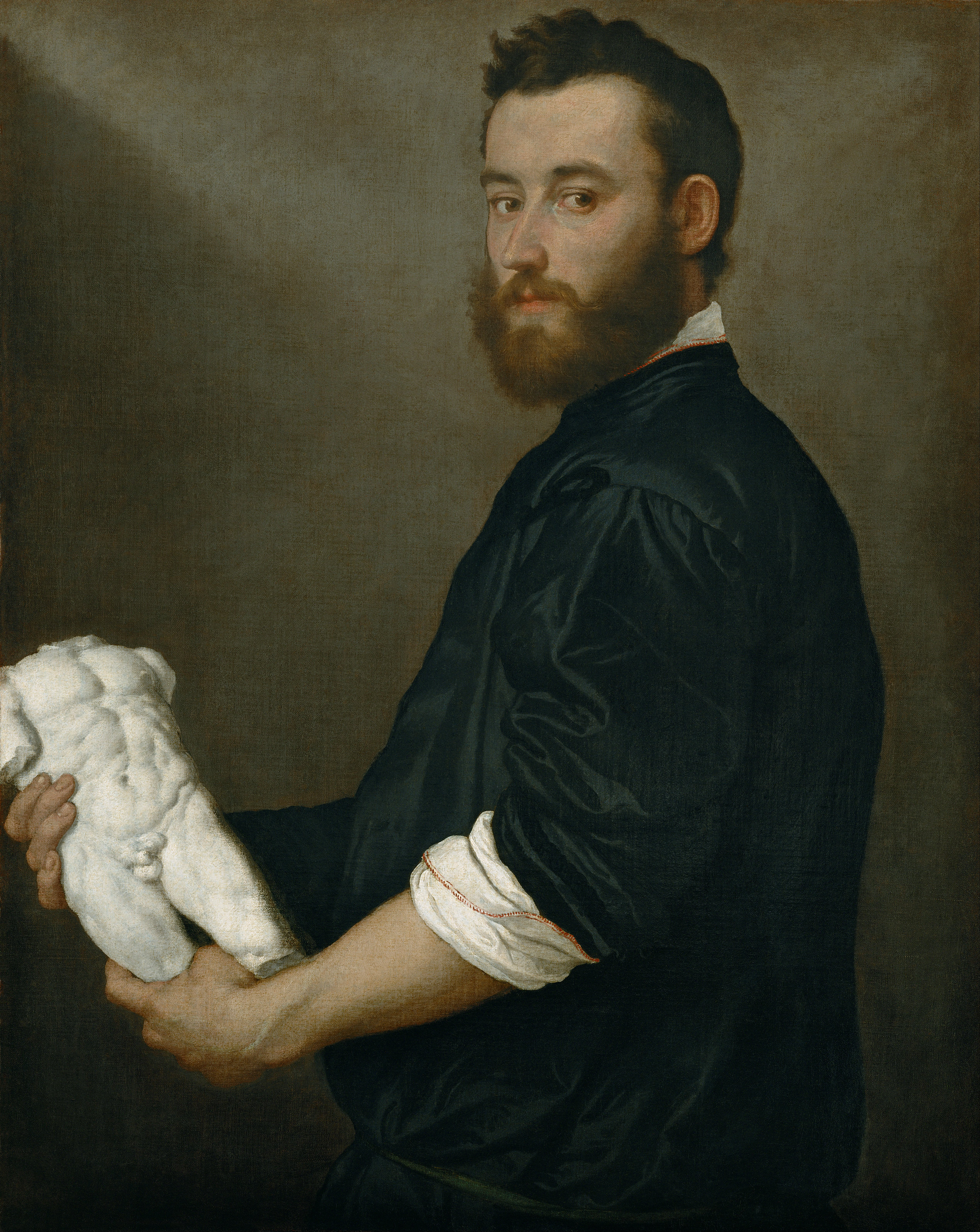
Giovanni Battista Moroni: Portret van Alessandro Vittoria
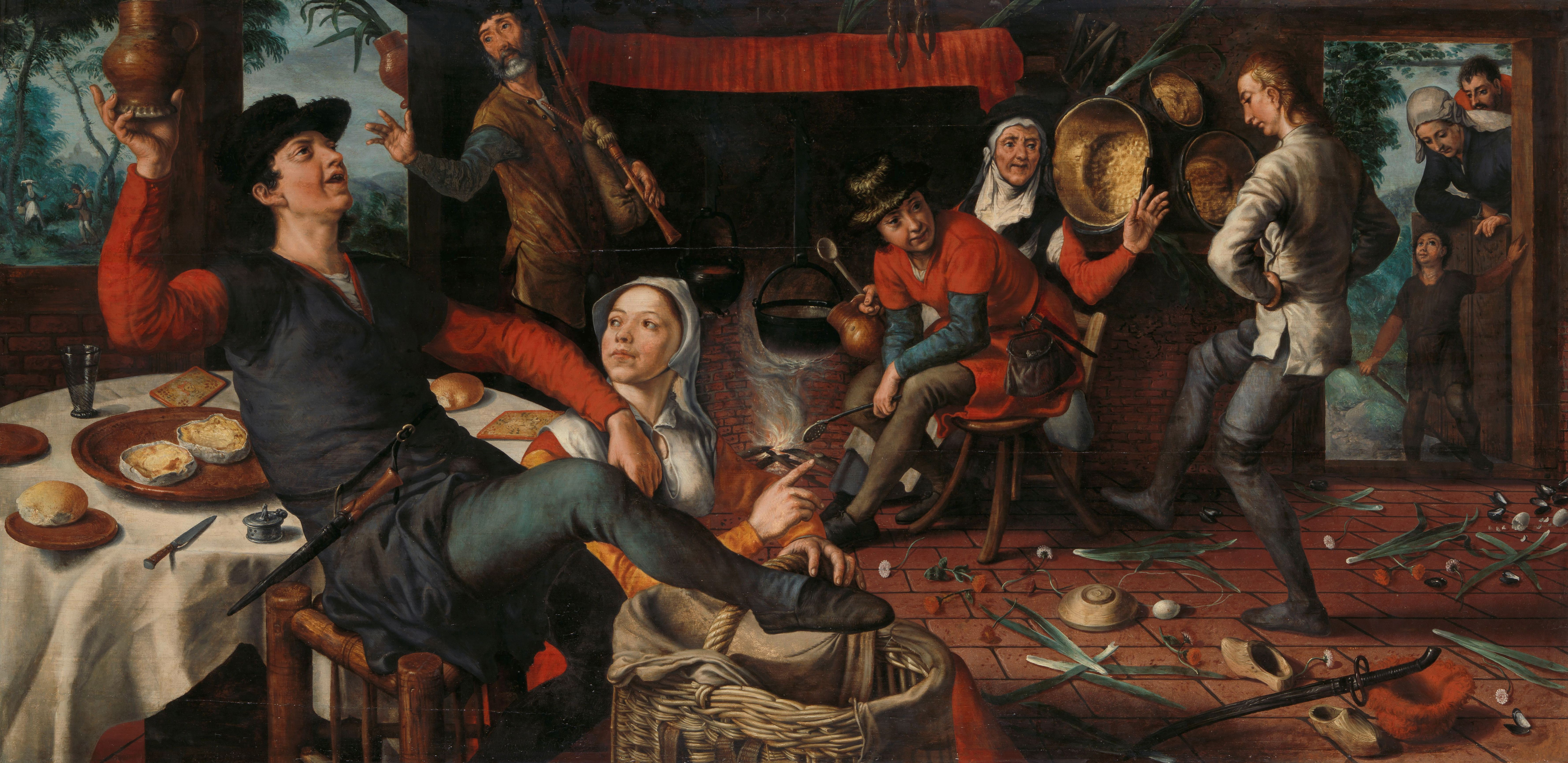
Pieter Aertsen: De eierdans
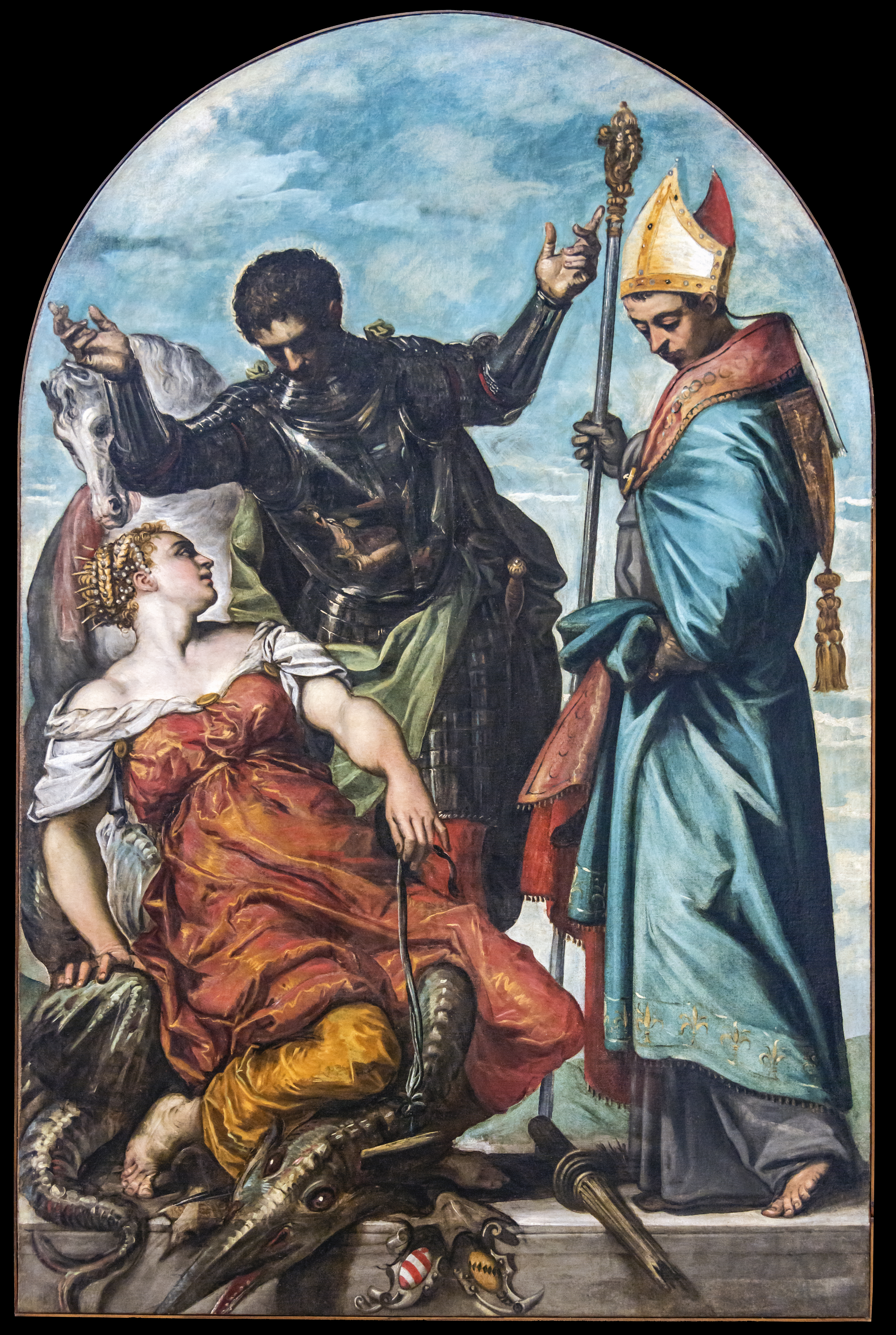
Tintoretto: De heiligen George en Lodewijk

## Opvolging
- Generalitat de Catalunya - Onofre de Copons i de Vilafranca opgevolgd door Miquel de Ferrer i de Marimon, op zijn beurt opgevolgd door Joan de Tormo
- Maagdenburg en Halberstadt - Frederik IV van Brandenburg opgevolgd door zijn broer Sigismund van Brandenburg
- Mecklenburg-Schwerin - Hendrik V opgevolgd door Johan Albrecht I van Mecklenburg-Güstrow
- Schwarzburg - Günther XL opgevolgd door zijn zoons Günther XLI en Johan Günther I
- Sikhs (goeroe, 26 maart) - Goeroe Angad opgevolgd door Goeroe Amar Das

## Afbeeldingen

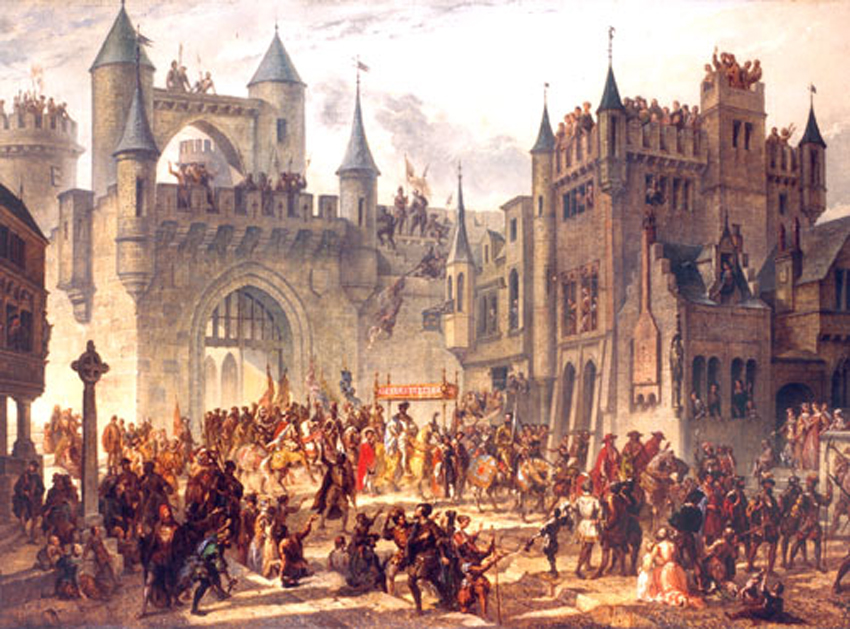
Hendrik II van Frankrijk doet intocht in Metz dat hij in de Vorstenopstand veroverd heeft.
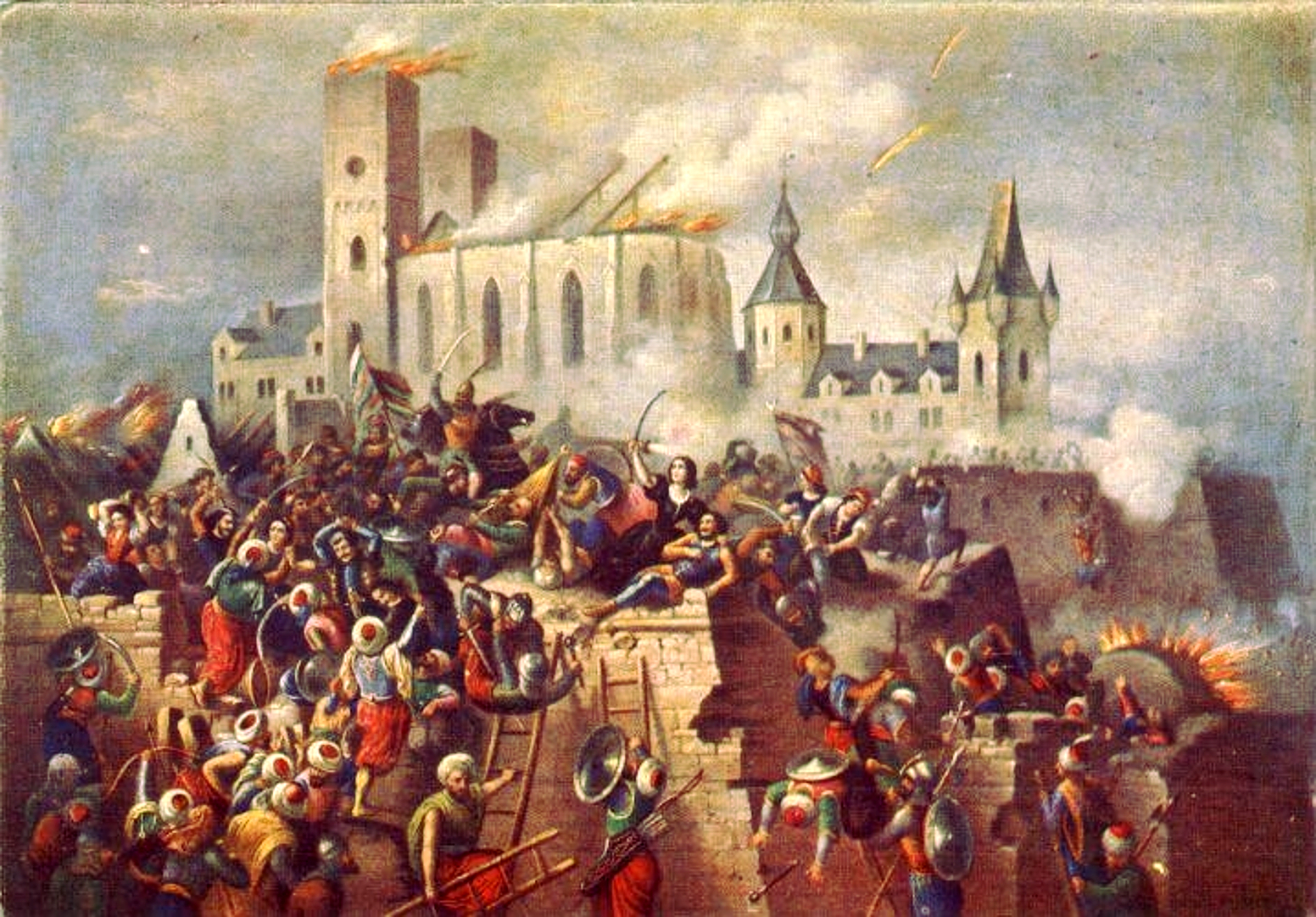
De Hongaren weerstaan de Ottomanen in Eger.
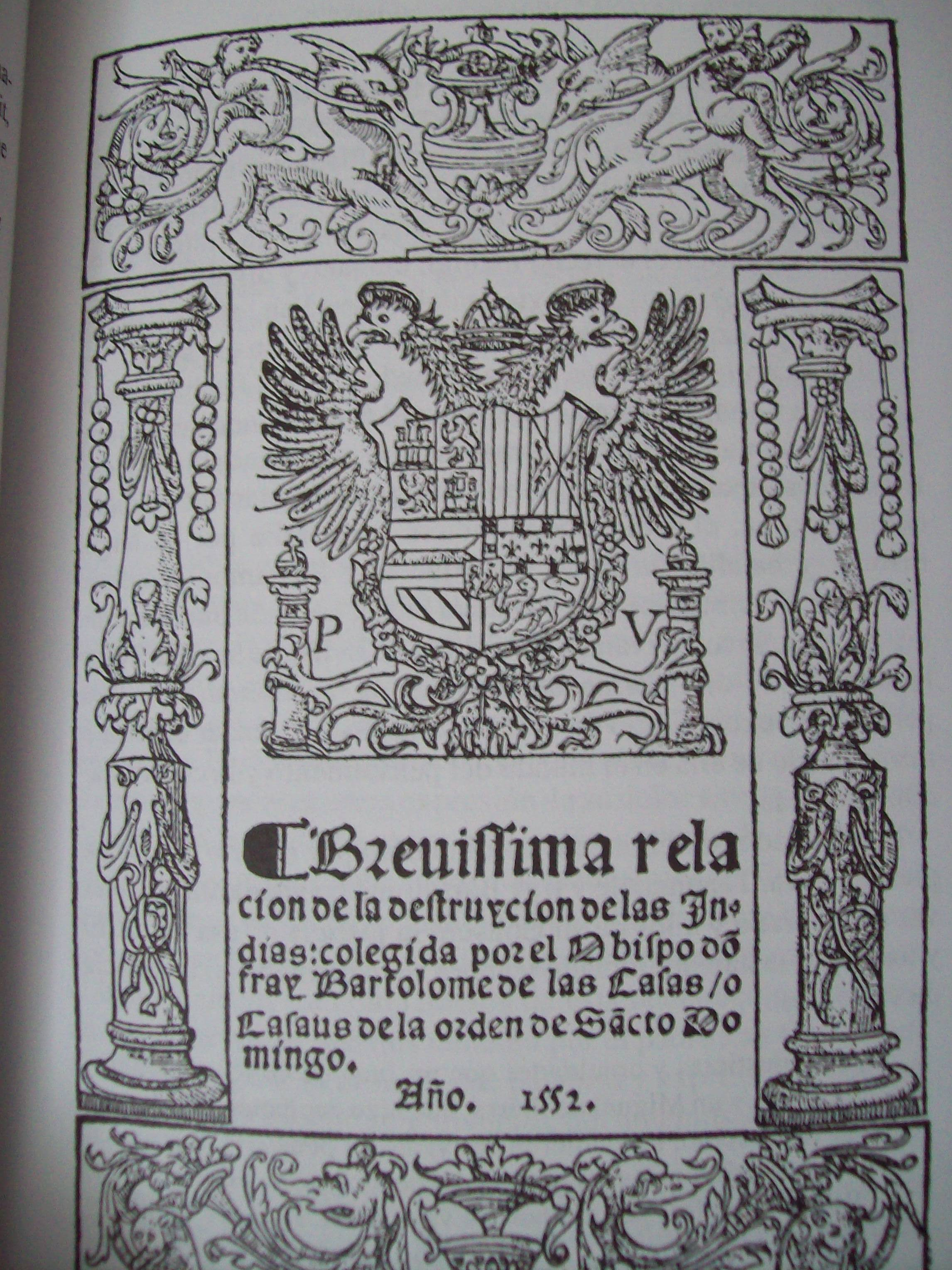
Brevísima relación de la destrucción de las Indias (titelpagina)
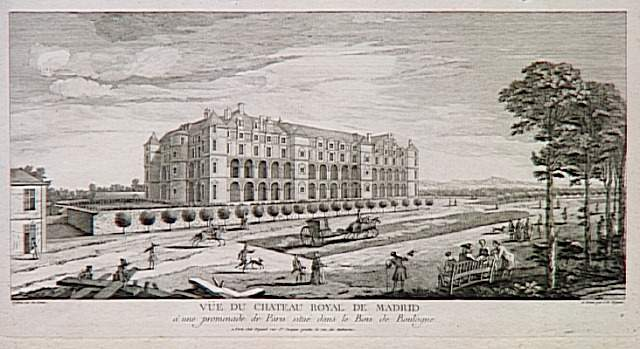
kasteel van Madrid (oplevering 1552)
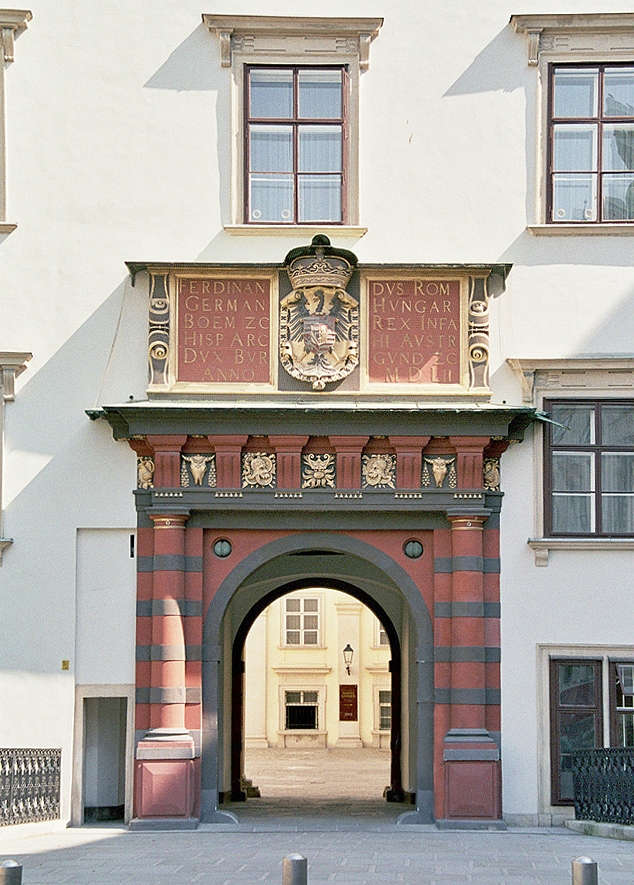
Schweizertor, Wenen
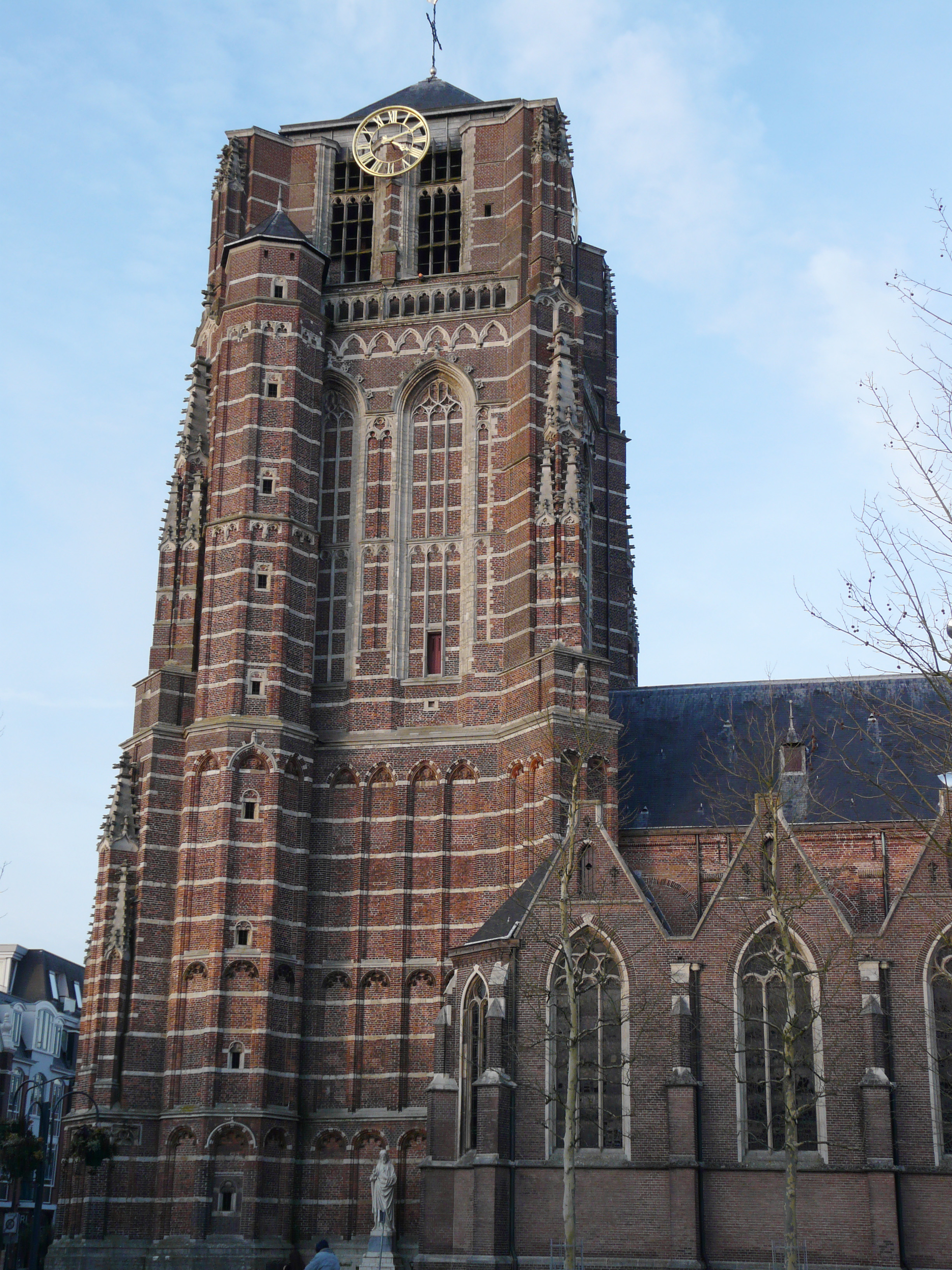
Sint-Jansbasiliek, Oosterhout (toren 1552)

## Geboren

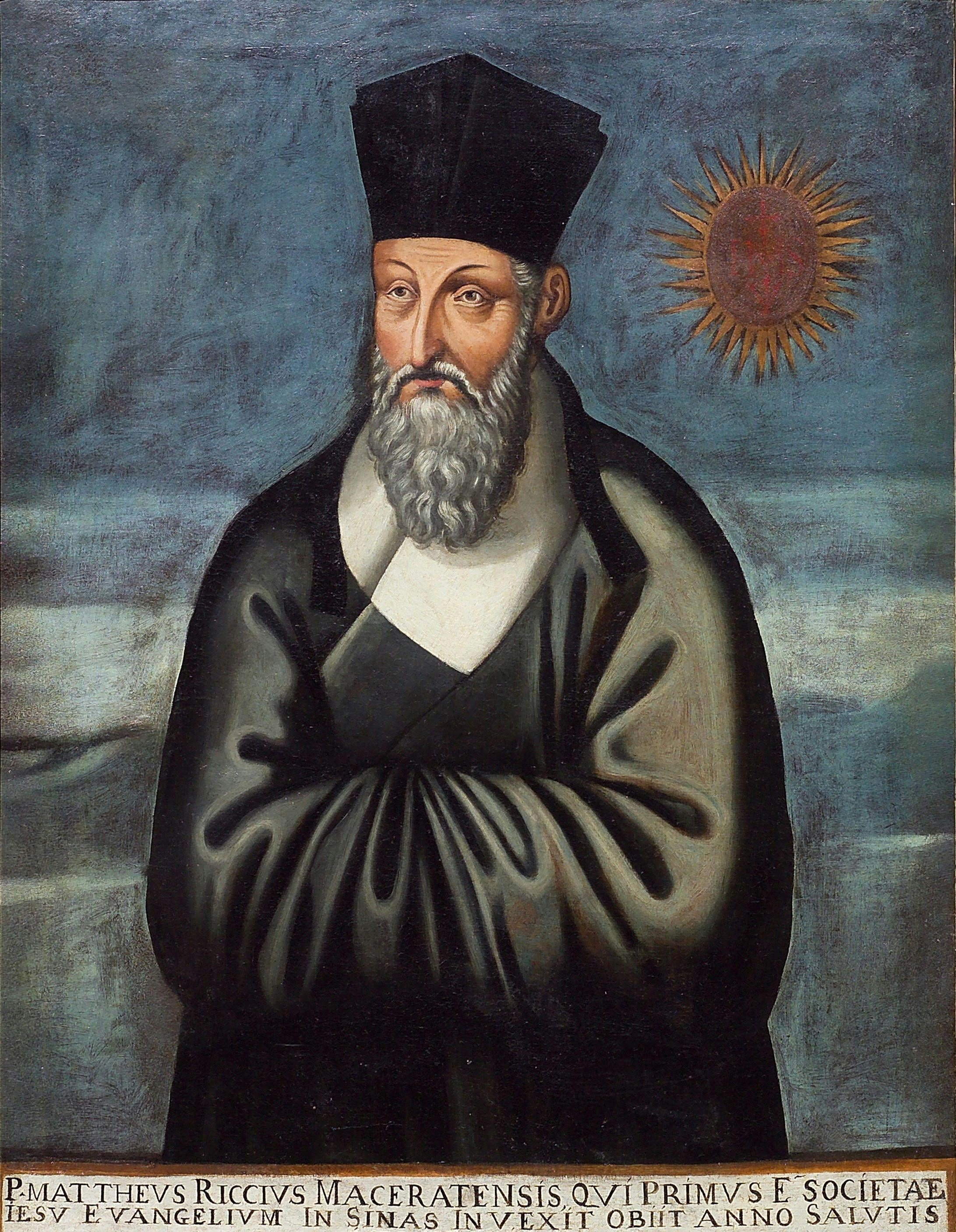
Matteo Ricci

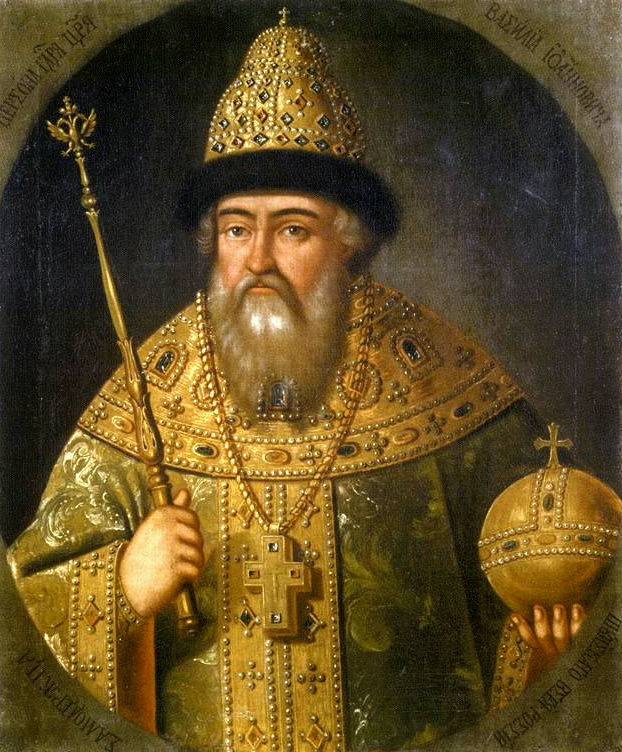
Vasili IV

- 1 februari - Edward Coke, Engels jurist
- 3 februari - Cornelis Andriesz Boelens Loen, Nederlands politicus
- 8 februari - Agrippa d'Aubigné, Frans schrijver
- 19 februari - Melchior Khlesl, Oostenrijks kardinaal
- 24 februari - Magdalena van Lippe, Duits edelvrouw
- 28 februari - Jost Bürgi, Zwitsers uurwerkmaker en wiskundige
- 1 maart - Anna van Kleef, Duits edelvrouw
- 20 maart - Christoffel van Hohenzollern-Haigerloch, Duits edelman
- 20 april - Frederik IV van Legnica, Silezisch edelman
- 17 juni - Johan George van Oława, Silezisch edelman
- 4 juli - Maximiliana Maria van Beieren, Duits edelvrouw
- 18 juli - Rudolf II, koning en keizer van Duitsland, koning van Hongarije en Bohemen, aartshertog van Oostenrijk (1576-1608/1612)
- 14 augustus - Paolo Sarpi, Venetiaans geleerde
- 24 augustus - Lavinia Fontana, Italiaans schilderes
- 12 september - Andreas Schott, Zuid-Nederlands geleerde
- 17 september - Paulus V, paus (1605-1621)
- 21 september - Barbara Longhi, Italiaans schilderes
- 25 september - Vespasiano Genuino, Napolitaans beeldhouwer
- 6 oktober - Matteo Ricci, Italiaans jezuïetenmissionaris
- 15 oktober - Jasper van Kinschot, Nederlands politicus
- 18 oktober - Elisabeth van Saksen, Duits edelvrouw
- 20 november - Gilbert Talbot, Engels edelman
- 29 december - Hendrik I van Bourbon-Condé, Frans legerleider
- Hans von Aachen, Duits schilder
- Alessandro Casolani, Italiaans kunstschilder
- Jean Hotman, Frans diplomaat
- Geertruida van Myllendonk, Nederlands edelvrouw
- Petrus Plancius, Zuid-Nederlands geograaf
- Antoine de Pluvinel, Frans ruiter
- Pothisarat II, koning van Lan Xang (1623-1627)
- Karel Filips de Rodoan, Zuid-Nederlands prelaat
- Anna Utenhoven, Zuid-Nederlands doopsgezind martelaar
- Vasili IV, tsaar van Rusland (1606-1610)
- Juan Bautista Villalpando, Spaans geestelijke en architect
- Olivier Brunel, Zuid-Nederlands ontdekkingsreiziger (jaartal bij benadering)
- Philippe de l'Espinoy, Zuid-Nederlands militair en historicus (jaartal bij benadering)
- Daniel van den Queborn, Nederlands kunstschilder (jaartal bij benadering)
- Edmund Spenser, Engels dichter (jaartal bij benadering)
- Lodewijk Verreycken, Zuid-Nederlands staatsman (jaartal bij benadering)

## Overleden

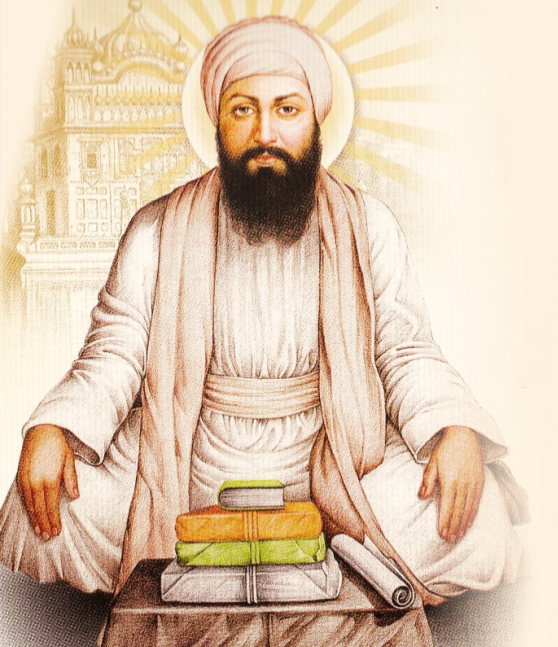
Goeroe Angad

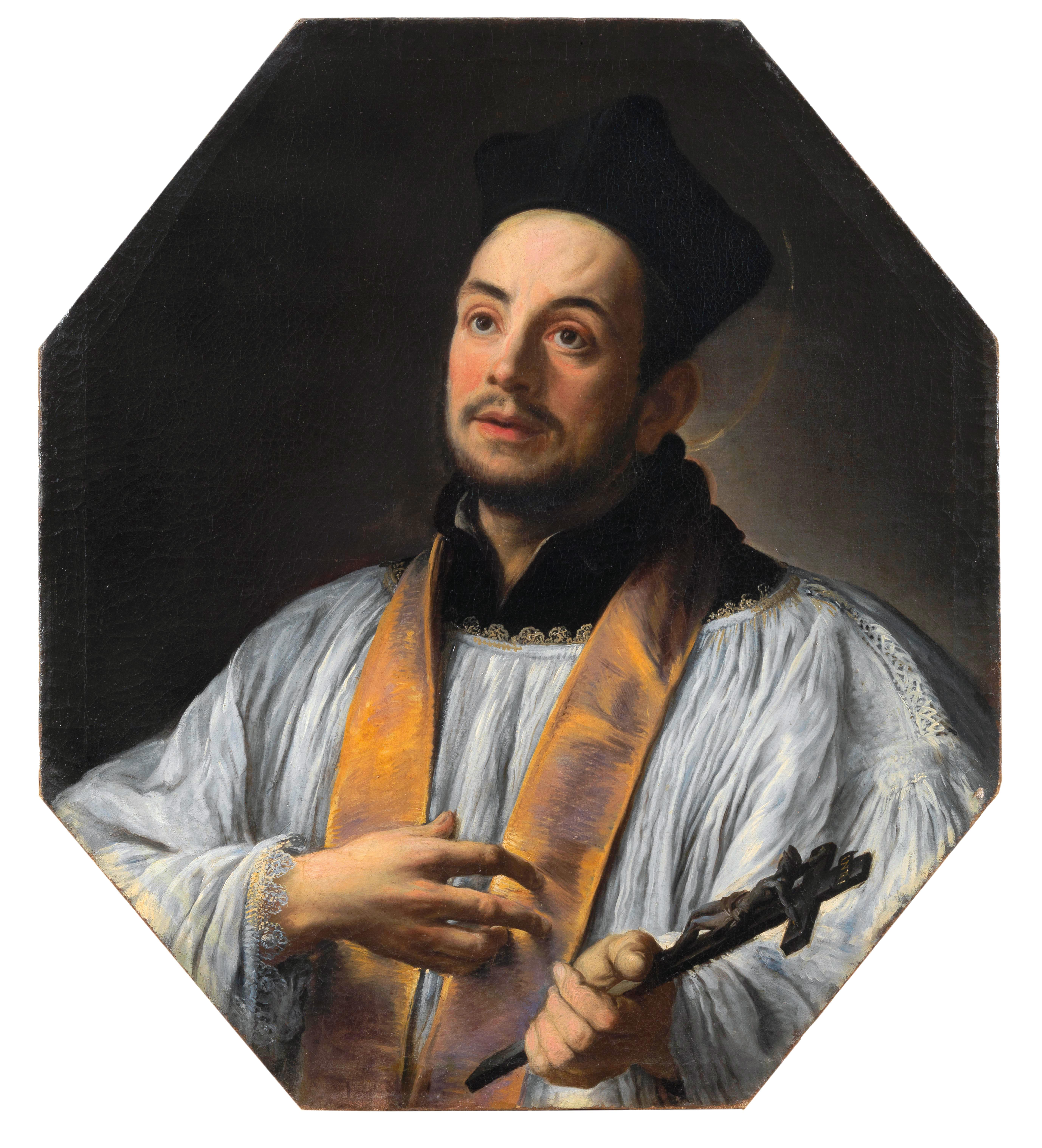
Franciscus Xaverius

- 3 januari - Hendrik van Beieren (64), Duits prelaat
- 22 januari - Edward Seymour (~51), Engels staatsman (executie)
- 5 februari - Jacobus Meyerus (60), Zuid-Nederlands historicus
- 6 februari - Hendrik V (72), hertog van Mecklenburg
- 12 maart - Maria Schenck van Toutenburg (~41), Noord-Nederlands abdis
- 29 maart - Goeroe Angad (47), Sikh goeroe
- 19 april - Olaus Petri (57), Zweeds kerkhervormer
- 21 april - Petrus Apianus (57), Duits humanist
- 19 mei - Richard Cecil, Engels hoveling
- 6 juni - Elisabetta della Rovere (~31), Italiaans edelvrouw
- 10 juni - Alexander Barclay (~75), Engels dichter
- 15 augustus - Anthony Wingfield, Engels militair en politicus
- 2 oktober - Frederik IV van Brandenburg (21), Duits prelaat
- 10 november - Günther XL van Schwarzburg (53), Duits edelman
- 3 december - Franciscus Xaverius (46), Spaans jezuïetenmissionaris
- 11 december - Paolo Giovio (69), Italiaans geleerde
- 20 december - Katharina von Bora (53), echtgenote van Maarten Luther
- Matteo da Bascio (~57), Italiaans monasticus
- Natalis Montesaurus (~75), Italiaans geneeskundige
- François Petyt (~67), Zuid-Nederlands politicus
- Antonius Schorus (~27), Nederlands-Duits humanist
- Herman V van Wied (~75), aartsbisschop van Keulen
- Nicolaas van Winghe (~57), Zuid-Nederlands Bijbelvertaler
- Pierre Attaingnant (~57), Frans muziekdrukker (jaartal bij benadering)
- Blasco de Garay (~52), Spaans uitvinder (jaartal bij benadering)
- Jan Mostaert (~78), Noord-Nederlands schilder (jaartal bij benadering)
- Ngawang Chödrag (~50), Tibetaans geestelijk leider